# ペーター・ファン・デル・ヘイデン
ペーター・ファン・デル・ヘイデン（Peter Van Der Heyden、1976年7月16日 - ）は、ベルギー・オースト＝フランデレン州アールスト出身のサッカー選手、元ベルギー代表。ポジションはレフトバック。

## 経歴

### クラブ
オースト＝フランデレン州アールスト生まれのファン・デル・ヘイデンは1994年、18歳でK.F.C. Denderleeuw Eendracht Hekelgemにてプロデビューした。1998年にSC Eendracht Aalstに移籍。2000年にクラブ・ブルッヘに移籍すると、才能を開花させ、2度のジュピラー・プロ・リーグ制覇（2002-03, 2004-05シーズン）に貢献した。
その後、ドイツ・ブンデスリーガに拠点を移し、2005年からはヴォルフスブルク，2008年にはマインツに所属し、レフトバックの戦力として活躍した。2010年には古巣のクラブ・ブルッヘに戻り、2011年までプレーした。2012年より、ベルギー4部リーグのクノックFCに所属しているが、高齢のため、試合に出場できていない。

### 代表
2001年5月22日に2002 FIFAワールドカップ・ヨーロッパ予選のラトビア戦とサンマリノ戦へ向けてロベール・ヴァサイジュ (en) 監督によってベルギー代表に初招集された。ヨーロッパ予選では安定した守備力を見せ、チームは予選を突破した。
日韓大会本戦では、全4試合（グループリーグ3試合と決勝トーナメント1回戦）に出場。そのうち初戦の日本戦では、1-0でリードしていた後半14分に自らのポジショニングミスから、鈴木隆行（川崎フロンターレ）に同点ゴールを許した。その後、後半22分に稲本潤一（アーセナル）に逆転されるものの、後半30分に日本のGK・楢﨑正剛（名古屋グランパス）が前にポジションを取っているのを見逃さず、ループシュートを放って、値千金の同点ゴールを決めた。
代表には2007年まで招集され、21試合に出場し、1得点（先の日本戦での同点ゴール）を挙げた。

## 代表歴

### 出場大会
- ベルギー代表
  - 2002 FIFAワールドカップ

### 試合数
- 国際Aマッチ 21試合 1得点（2001年-2007年）[2]

| ベルギー代表 | 国際Aマッチ | 国際Aマッチ |
| 年           | 出場        | 得点        |
| ------------ | ----------- | ----------- |
| 2001         | 2           | 0           |
| 2002         | 5           | 1           |
| 2003         | 5           | 0           |
| 2004         | 2           | 0           |
| 2005         | 3           | 0           |
| 2006         | 2           | 0           |
| 2007         | 2           | 0           |
| 通算         | 21          | 1           |

## タイトル

### クラブ
クラブ・ブルッヘ
- ジュピラー・リーグ : 2002-03, 2004-05